# Martinsburg (Virginia Occidental)
Martinsburg es una ciudad ubicada en el condado de Berkeley en el estado estadounidense de Virginia Occidental. En el Censo de 2010 tenía una población de 17227 habitantes y una densidad poblacional de 998,11 personas por km².

## Geografía

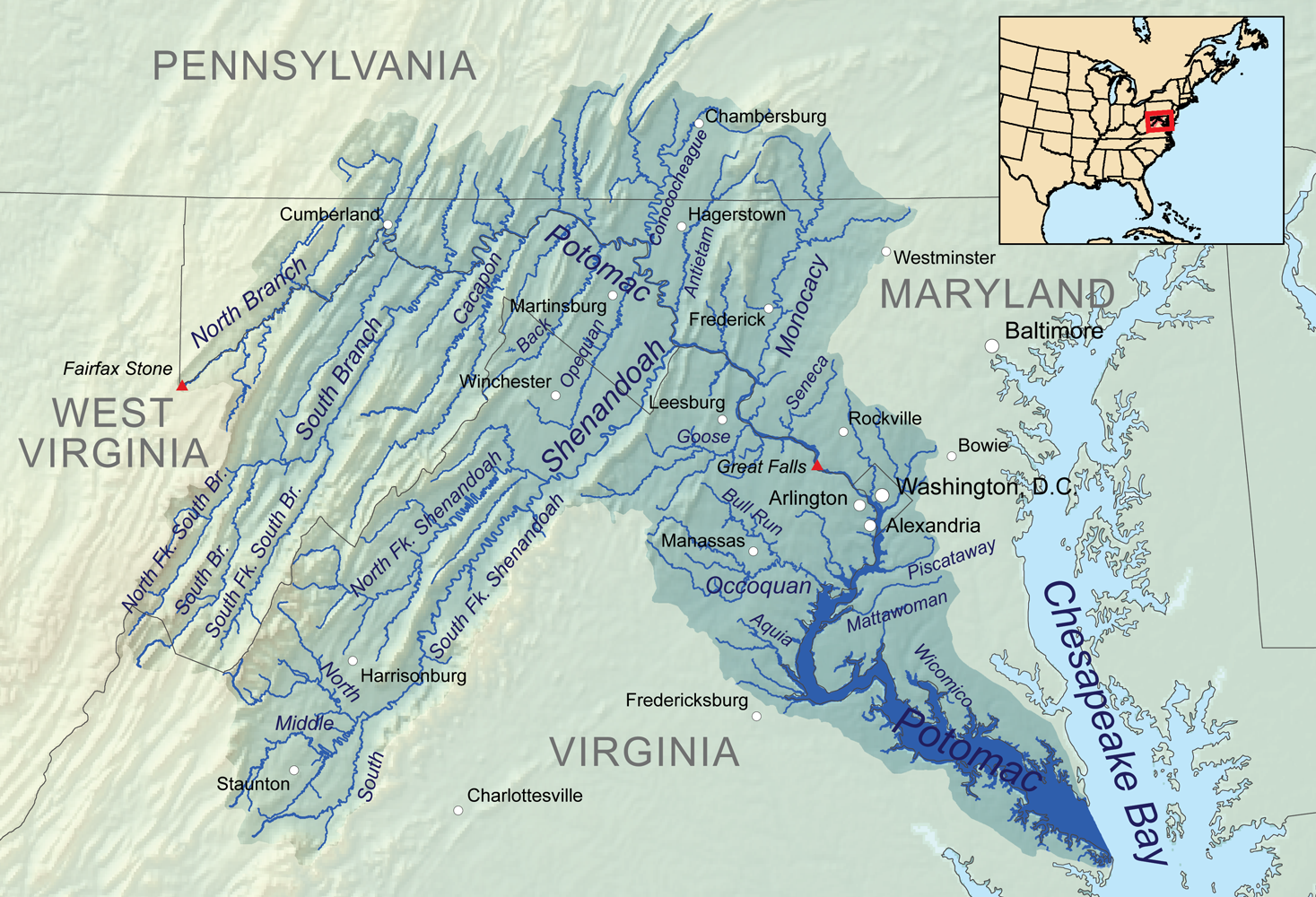
Mapa del río Potomac en el que sale —debajo de Potomac, Martinsburg

Martinsburg se encuentra ubicada en las coordenadas 39°27′28″N 77°58′42″O / 39.45778, -77.97833. Según la Oficina del Censo de los Estados Unidos, Martinsburg tiene una superficie total de 17.26 km², de la cual 17.22 km² corresponden a tierra firme y (0.26%) 0.04 km² es agua.

## Demografía
Según el censo de 2010, había 17227 personas residiendo en Martinsburg. La densidad de población era de 998,11 hab./km². De los 17227 habitantes, Martinsburg estaba compuesto por el 77.45% blancos, el 14.92% eran afroamericanos, el 0.35% eran amerindios, el 1.18% eran asiáticos, el 0.06% eran isleños del Pacífico, el 2.35% eran de otras razas y el 3.69% pertenecían a dos o más razas. Del total de la población el 6.21% eran hispanos o latinos de cualquier raza.